# 彝剧
彝剧，是产生于云南楚雄彝族自治州的一个地方民族剧种。

## 概述
它来源于彝族古老的说唱艺术，并融汇了滇剧、花灯戏等地方剧种。彝剧音乐由彝族流行的山歌小调、舞曲和乐器形成唱腔，称为山歌体。表演采用“叠脚”等民族舞蹈的舞步、身段，具有浓郁的地方特点和民族色彩。
彝剧表演还未形成一套完整的程式，也没有严格的区分，最初是以模拟某些生活动作和动物特征的简单表演，后又从毕摩（彝族祭司）祭祀和唱《梅葛》的动作、声调、表情中吸收一些表演技巧，再从“打跳”中提取某些身段、步伐，变成节奏性和舞蹈性较强的表演技巧，发展为以歌、舞、乐、剧结合的表现形式，散发着浓郁的民族生活气息和鲜明的民族特点。主要代表剧目有《半夜羊叫》、《曼嫫与玛若》、《歌场两家亲》、《查德恩达》、《银锁》、《掌火人》等。
1986年彝剧正式定名，主要流传在峨山、新平、元江等县彝族聚居地，也有小型节目演出。1989年，李长明编演的《外乡人》等剧目，从剧本、音乐、表演、舞台美术等方面都向戏曲化迈入，特别是《荞花又开》，以及1995年宋佳良等创作演出的《赶羊调》等剧目为主要代表。1985年楚雄州彝剧团参加云南省第二届民族戏剧汇演，演出了《银锁》、《蔑独尼闹店》（后改为《闹店》）、《跳歌场上》、《春荡彝山》4个彝剧。其中《闹店》剧本，曾被《剧本》月刊刊出，并在全国的民族题材戏剧创作评奖活动中荣获银奖。